# Гандзюра, Владимир Петрович
Владимир Петрович Гандзюра (род. 10 июня 1957 года в Киеве) — советский и украинский эколог, гидробиолог и ихтиолог, доктор биологических наук (2004), профессор (2008) кафедры экологии и зоологии Киевского национального университета.

## Биография
В 1979 году окончил биологический факультет Киевского государственного университета имени Тараса Шевченко, где получил квалификацию биолога-зоолога, преподавателя биологии и химии. Работал старшим лаборантом, инженером, с 1984 года — ассистент кафедры зоологии. С 1981 по 1985 год — аспирант заочной формы обучения отдела биологической продуктивности Института гидробиологии НАН Украины. В 1986 году защитил кандидатскую диссертацию «Накопление и трансформация азота и фосфора молодняком рыбы днепровских водохранилищ». С 1992 года работал доцентом кафедры зоологии. В течение 1997—2000 годов обучался в докторантуре при кафедре зоологии по специальности экология. В 2004 году защитил докторскую диссертацию «Продуктивность биосистем в токсической среде». В 2005 году назначен на должность профессора кафедры зоологии. В 2008 году получил учёное звание профессора.
Преподавал нормативные лекционные курсы: «Основы экологии», «Зоология хордовых», «Анатомия человека», «Прикладная экология», «Биогеография»; спецкурсы "Краниология", «Экотоксикология», «Информационные процессы в популяциях», «Гидробиология», «Гидроэкология», «Теория катастроф», «Системная оценка качества окружающей среды», «Основы экотехнологии» и др. Руководит выполнением курсовых и дипломных работ. Подготовил девять кандидатов биологических наук.
Основные направления научных исследований: вещественно-энергетические и информационные процессы в экосистемах при разном уровне антропогенной нагрузки; влияние токсикантов на продуктивность биосистем; метаболические процессы гидробионтов в токсической среде; проблема инвазивных видов в экосистемах Украины; экологические проблемы и экобезопасность Украины в военной отрасли; влияние малых ГЭС на экологию горных рек. Автор 160 научных трудов, в том числе семи монографий и шести учебников.
Был экспертом проектов Государственного комитета по вопросам науки и технологий в области экологии и зоологии. Член научно-методической комиссии по высшему образованию (по биологии — секция зоологии, физиологии человека и животных) МОН Украины. Член Координационно-наблюдательного совета по вопросам реализации Программы реабилитации территорий, загрязнённых вследствие военной деятельности, на 2002—2015 годы при Министерстве обороны. С 2004 года — международный эксперт Комитета по Вызовам Современному Обществу НАТО по системам управления состоянием среды в военном секторе, национальный представитель Украины в НАТО по военной океанографии. Принимал участие в комплексном исследовании литофильного бентоса экосистем Чёрного моря. С 2006 года возглавляет Центр экобезопасности и Евро-Атлантического сотрудничества при Государственном экологическом институте Минприроды Украины, с октября 2017 — Центр европейской и евроатлантической интеграции Государственной экологической академии последипломного образования и управления Министерства экологии и природных ресурсов Украины, член рабочей группы по разработке годовых национальных программ Украина-НАТО, рабочей группы по созданию Национальной системы устойчивости и др. С июня 2018 - руководитель департамента междисциплинарного взаимодействия при Кабинете министров Украины.

## Труды
- Молодь риб дніпровських водосховищ: видовий склад і розподіл — Київ, ВПЦ «Київський університет», 1993. — 41с.
- Гандзюра В. П. Продуктивність біосистем за токсичнного забруднення середовища важкими металами Київ, ВГЛ «Обрії», 2002. — 248 с.
- Екологія. Системний підхід. Навчальний посібник. — К., ВПЦ «Київський університет», 2003. — 96 с.
- Гандзюра В. П., Грубінко В. В. Концепція шкодочинності в екології. Монографія. — Київ-Тернопіль: Вид-во ТНПУ ім. В. Гнатюка, 2008. — 144 с.
- Гандзюра В. П. Екологія. Навчальний посібник для студентів вищих навчальних закладів. Видання третє, перероблене і доповнене (з грифом МОН України) — К., Сталь, 2012. — 390 с.
- Гандзюра В. П., Гандзюра Л. А. Особенности метаболических процессов рыб в условиях разного уровня токсического загрязнения водоемов // Биологические ресурсы Белого моря и внутренних водоемов европейского севера — Мат-лы ХXVIII Междунар. конф. 5—8 октября 2009 г. г. Петрозаводск, Республика Карелия, Россия. — Петрозаводск: КарНЦ РАН, 2009. — С. 129—134.
- Veniamin Zamorov, Yuriy Karavanskiy, Yevhen Leonchyk, Volodymyr Gandzyura, and Yuriy Kvach. The effect of atmospheric pressure and water temperature on the swimming activity of Round goby, Neogobius melanostomus (Actinopterygii: Perciformes: Gobiidae) // Acta Ichthyologica et Piscatoria (2018) 48 (4): 373–379.
- H.M. Denchylia-Sakal, V.P. Gandzyura, A.V. Kolesnyk   Accumulation of zinc and copper compounds and their effect on assimilation system in Trifolium pratense L. // Ukrainian Journal of Ecology – 2019, 9(3), – Р. 247-254.
- Гандзюра В.П., Гандзюра Л.О. Екобезпека в Національній системі стійкості // “Стратегія розвитку держави в умовах новітніх викликів міжнародному порядку: політичний, правовий, економічний, гуманітарний, екологічний виміри”: Збірник тез доповідей Міжнародної науково-практичної конференції (Тернопіль, 5 травня 2020 р.). – Тернопіль: Видавництво ТНПУ ім. В. Гнатюка, 2020. – С. 132-142.
- Гандзюра В.П., Клименко М.О., Бєдункова О.О. Біосистеми в токсичному середовищі. Монографія. – Рівне, Вид-во РНУВГП, 2020. – 220 с.